# Helosis
Helosis é um género de plantas com flores pertencentes à família Balanophoraceae.
A sua distribuição nativa é na Península da Malásia e do México à América Tropical.
Espécies:
- Helosis antillensis L.J.T.Cardoso & J.M.A.Braga
- Helosis cayennensis (Sw.) Spreng.
- Helosis ruficeps (Ridl.) Eberwein